# Wyger Velema
Wyger Rykele Elzo Velema (Den Haag, 11 juli 1955) is een Nederlands historicus en emeritus hoogleraar   geschiedtheorie en geschiedenis van de geschiedschrijving aan de Universiteit van Amsterdam.

## Leven en werk
Velema werd in Den Haag geboren en studeerde na de middelbare school moderne geschiedenis aan de Universiteit van Amsterdam en daarna moderne Europese geschiedenis aan de Universiteit van Groningen. Later studeerde hij vroege moderne Europese geschiedenis aan de Amerikaanse Johns Hopkins-universiteit. 
Velema begon zijn carrière als assistent-docent aan de Groningse universiteit. Nadien vervulde hij diverse wetenschappelijk functies. Sedert 1987 was Velema werkzaam als universitair docent aan de Universiteit van Amsterdam en van 1991 tot 1994 was hij research fellow voor de Koninklijke Nederlandse Akademie van Wetenschappen. 
Op 1 september 2009 werd Velema benoemd tot bijzonder hoogleraar Geschiedtheorie en geschiedenis van de geschiedschrijving aan de Universiteit van Amsterdam. Hij is gespecialiseerd in de geschiedenis van het achttiende-eeuwse politieke denken. Op 9 december 2021 gaf hij zijn afscheidsrede in de Oude Lutherse Kerk van Amsterdam.

## Publicaties (selectie)
- Main Trends in Cultural History: Ten Essays, Met Willem Melching, 1994.
- Republicans: Essays on Eighteenth-Century Dutch Political Thought, 2007.
- História conceitual: perspectivas holandesas, in: J. Feres Júnior, & M. Jasmin (red.), História dos Conceitos: diálogos transatlânticos, 2007.
- Omstreden Oudheid: De Nederlandse achttiende eeuw en de klassieke Politiek. 2010.
- Louis Napoléon et la mort de la République, in: A. Jourdan (red.), Louis Bonaparte: roi de Hollande (1806-1810), 2010.
- Van democraat tot republikein: de historisering van Joan Derk van der Capellen tot den Pol in: Historisch Tijdschrift Groniek, 2012.
- Oude waarheden: over de terugkeer van de klassieke oudheid in de verlichtingshistoriografie in: Tijdschrift voor Geschiedenis, 2014.
- ''Republic' and Democracy' in Dutch Late Eighteenth-Century Revolutionary Discourse, in J. Oddens, M. Rutjes, & E. Jacobs (red.), The Political Culture of the Sister Republics, 1794-1806: France, The Netherlands, Switzerland, and Italy, 2015.
- Ancient Models in the Early Modern Republican Imagination, met Arthur Weststeijn (red.) 2018.
- Reform, Revolution and the Republican Tradition: The Case of the Batavian Republic, in: S. Richter, T. Maissen, & M. Albertone (red.), Languages of Reform in the Eighteenth Century: When Europe Lost Its Fear of Change, 2020.
- Concurrentie voor de Eeuwige Stad? Napels als toeristische trekpleister in de achttiende eeuw in: Roma Aeterna, 2023.